# Conocalama canadensis
Conocalama canadensis är en stekelart som först beskrevs av Léon Abel Provancher 1877.  Conocalama canadensis ingår i släktet Conocalama och familjen brokparasitsteklar. Inga underarter finns listade i Catalogue of Life.